# Энергетическая дипломатия России: экономика, политика, практика
Энергети́ческая диплома́тия России: эконо́мика, поли́тика, пра́ктика — наиболее известная книга дипломата Станислава Жизнина.

## Содержание
Автор анализирует базовые процессы в мировой энергетики и оценивает потенциал России на международных энергетических рынках, раскрывая геополитические мотивы формирования российской энергетической дипломатии, «а также практические аспекты отношений России с ведущими субъектами мировой энергетической политики на глобальном, региональном и страновом уровнях». В книге рассказано о средствах современной энергетической дипломатии, а также освещены особенности международной деятельности ведущих нефтяных гигантов.
На сайте МГИМО о работе сказано:
Основная цель данной книги — дать представление об энергетической дипломатии как о новом функциональном направлении современной дипломатии. Главной задачей, поставленной автором, является помощь в формировании у читателей четкого образа современной международной энергетической политики и дипломатии, а также представления о проблемах и перспективах России и российских компаний в этой области.

## Издания
- русская версия книги — ISBN 5-903000-01-0,
- английская версия — ISBN 5-903000-04-3,
- китайская версия книги — ISBN 7-01-005897-0 была представлена в рамках программы «Год России в Китае»[7].

## Отзывы
Представляя концептуальную работу, которую в прессе называют «библией энергодипломатии» Михаил Леонтьев, заметил:
Россия пытается вступить в глобальный мир, используя энергетику, как основной для нас аргумент. То есть использовать её как в глобальной экономике, так и в глобальной политике.

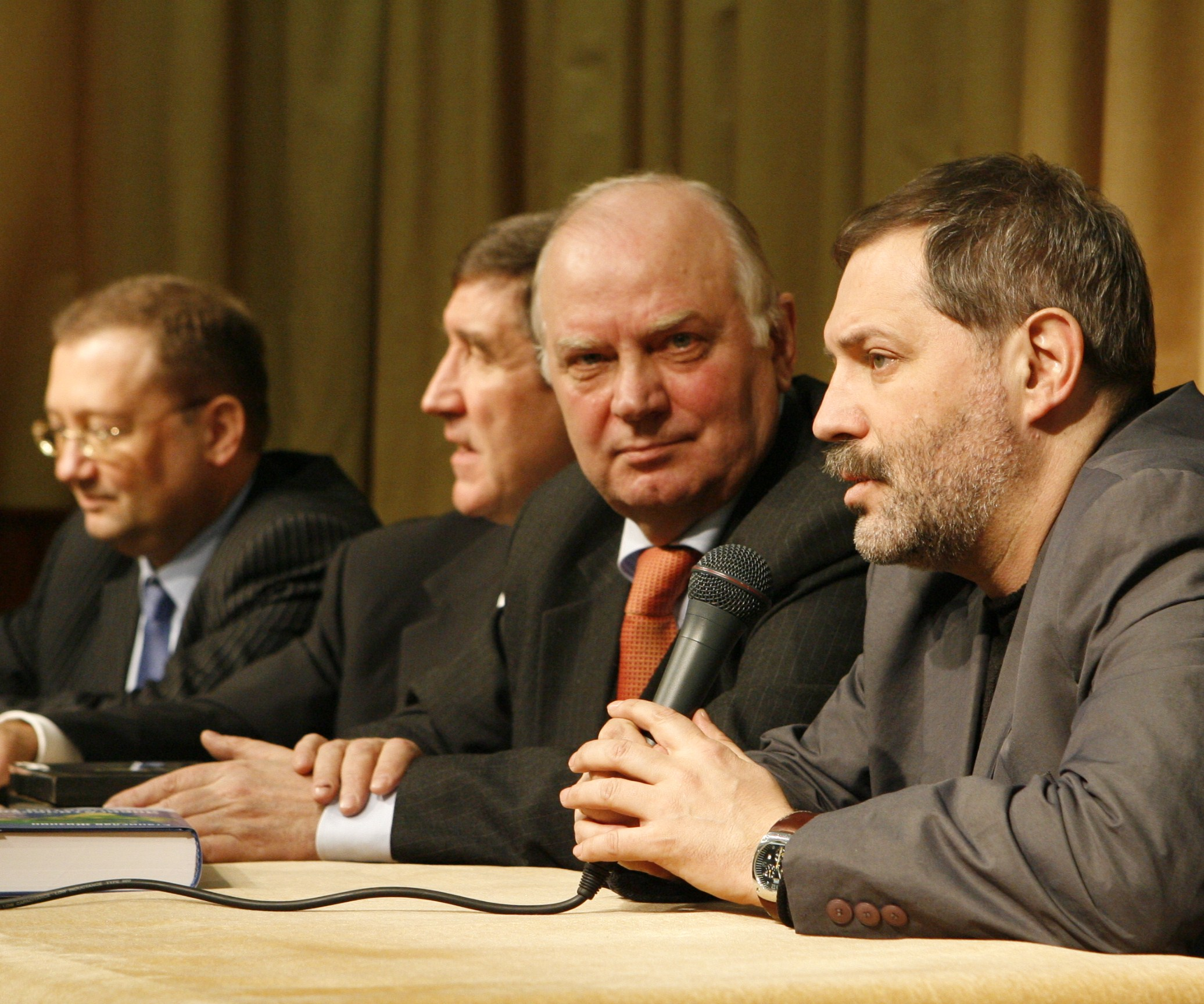
Презентация книги: А. Яковенко, Ю. Шафраник, С. Жизнин (фас, в центре) и М.Леонтьев (справа) на презентации книги (2006)
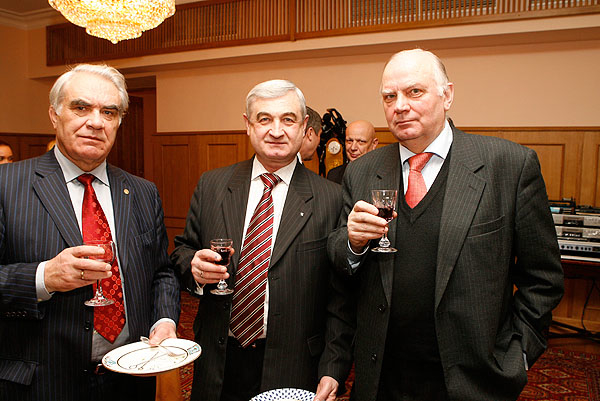
Геннадий Шмаль,  Евгений Ягупец и Станислав Жизнин. Москва, 23 марта 2006 года
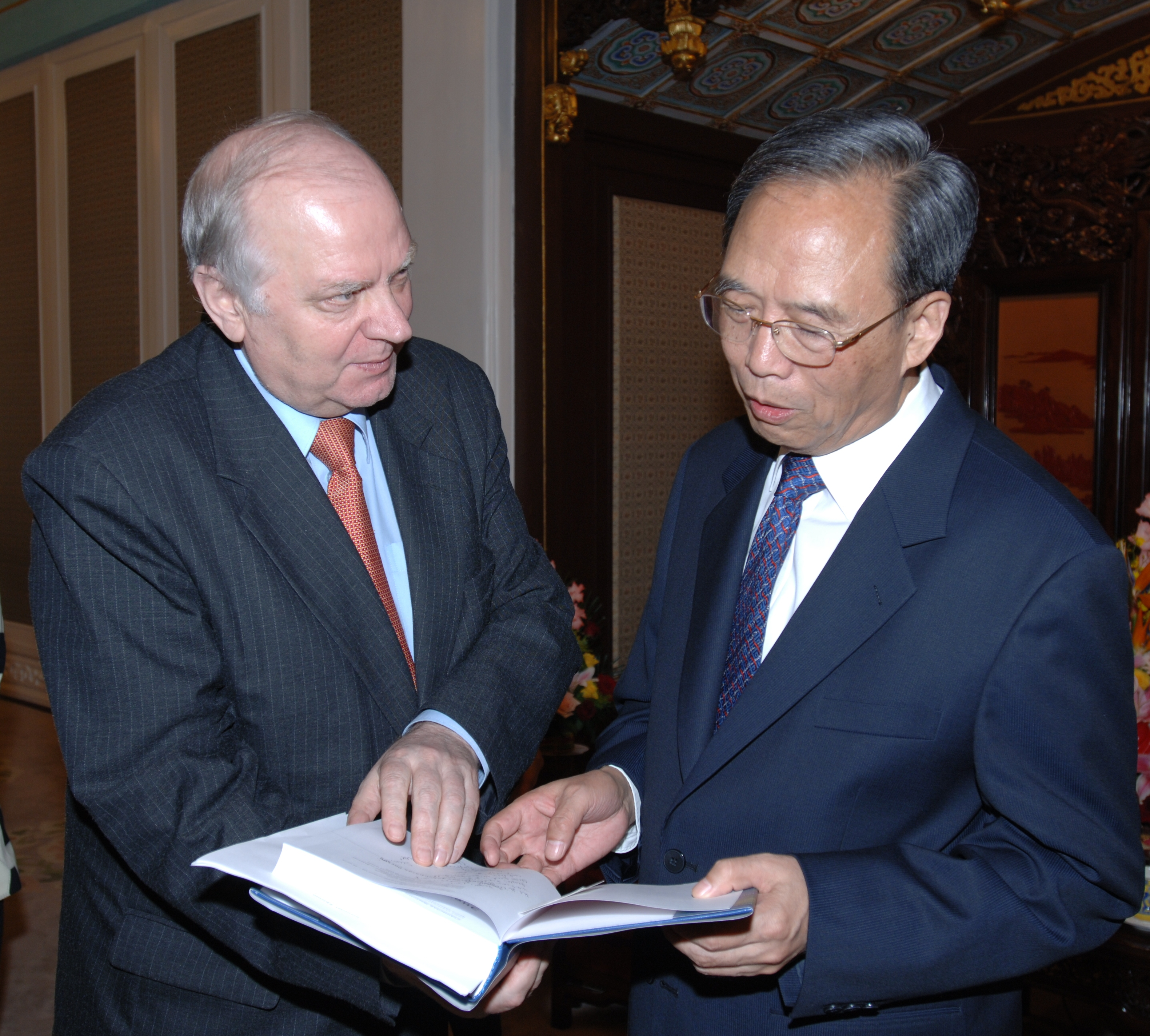
С.Жизнин вручает свою книгу вице-премьеру Госсовета КНР Цзэну Пэйянь

В рецензии на эту книгу еженедельник «Компания» отметил:
Книга начинается с чудесного эпиграфа. «В мире осталось доказанных запасов нефти на 10 лет», — из доклада Римского клуба, опубликованного в 70-е годы прошлого века… Пророчество Римского клуба, издевательски помещённое автором на первые страницы своей книги, задает весь её дальнейший тон: прагматичный, немного ретроспективный (а этого требует любая научная работа) и временами ироничный.

«Независимая газета» отмечала:
В книге проанализированы основные процессы в мировой и российской энергетике, дана оценка позиций России на международных энергетических рынках. Раскрываются геополитические и экономические основы формирования российской энергетической дипломатии, а также практические аспекты отношений России с ведущими субъектами мировой энергетической политики на глобальном, региональном и страновом уровнях.